# 日本テレビ長官狙撃自白報道
『日本テレビ長官狙撃自白報道』（にほんテレビちょうかんそげきじはくほうどう）は、日本テレビのニュース番組『NNNきょうの出来事』が、警察庁長官だった國松孝次が1995年3月30日に何者かによって狙撃された「警察庁長官狙撃事件」について、容疑をほのめかしていた元警察官から、全面的な自白を引き出すことに成功したとする記録ビデオを1997年2月18日・19日の2夜にわたって特集・放送した報道。

## 概要
1997年2月18日・19日の2夜にわたり、『きょうの出来事』が「長官狙撃自白の全記録」と題して、同事件の容疑者であり、オウム真理教の信者だった元巡査長の記憶を苫米地英人がよみがえらせたとする記録ビデオの一部を放送した。元巡査長の「私が撃った」という当初の自白内容には矛盾があり、捜査本部は捜査の撹乱を目的とした供述である可能性も視野に入れていたが、苫米地が詳細かつ整合性のある犯行の記憶を呼び起こすことに成功したとする報道だった。
報道は苫米地が警視庁公安部からの協力要請により、元巡査長の許諾の下で個人的に撮影したビデオの一部を日本テレビが単独で放送したものだった。しかし、結果的に狙撃事件捜査本部の捜査を撹乱しただけではなく、オウム犯行説を世論に印象づけることとなり、衆議院でも問題にされることとなった。また、東京地検も同年6月、「実行役であることには重大な疑問を抱かざるを得ない」として立件を見送った。

## 報道後の経過
狙撃事件については、事件現場の近くに北朝鮮のバッジが落としてあったことなどから、警察が坂本弁護士一家の失踪事件の捜査で、坂本宅にてオウム真理教のバッジという物証を得ながら、地下鉄サリン事件の阻止もできなかったことに対する右翼等による義憤説など当時から様々な説があり、捜査は難航した。警視庁は2004年になって、元巡査長が着ていたコートにあいていた「溶融穴」とみられる痕跡と、「事件で使われた銃弾の火薬成分と矛盾しない」との鑑定結果を得て別件での再逮捕に踏み切ったが、結局これも立件には至らず事件は迷宮入りし公訴時効となった。
元巡査長の自白報道の信憑性について、日本テレビはビデオ撮影や単独で報道するに至った経緯、検察が立件に至らなかった理由等を含む事後報道や検証報道を行わなかった。

## 郵便爆弾事件
この報道の5ヶ月後にあたる7月16日、番組のキャスターだった井田由美宛に郵便物が届いた。ビデオテープのようなものが入っていると判断され視聴者サービス部に回された。アナウンス部の部長（当時52歳）が開封したところ爆発し、この部長が負傷する事態となった。一連のオウム真理教事件の実行犯のうち、一部の指名手配犯が逃亡したままだったものの、兵器製造に関わった中核的な実行犯はすでに逮捕されていたため、オウム真理教との直接的な関係は薄いとみられたが、自白報道との関係は否定できない事件であった。